# Regierung der 7. Nordirlandversammlung
Die Regierung der 7. Nordirlandversammlung bildet seit dem 3. Februar 2024 die Regionalregierung von Nordirland.

## Hintergrund
Am 14. Juni 2021 trat Arlene Foster von ihrem Amt als Erste Ministerin zurück, nachdem ihr innerparteilich das Misstrauen ausgesprochen worden war. Zu ihrem Nachfolger wählte die DUP Paul Givan. Seine Amtszeit währte jedoch nur etwa ein halbes Jahr. Am 3. Februar 2022 erklärte auch er seinen Rücktritt vom Amt des First Minister. Als Grund nannte er die Opposition der DUP zum sogenannten Northern Ireland Protocol, das Sonderregelungen für Nordirland nach dem EU-Austritt des Vereinigten Königreichs enthält.
Nach der Wahl zur Nordirland-Versammlung 2022 wurde die nationalistische Sinn Féin zum ersten Mal stärkste Kraft, sowohl nach Stimmen als auch nach Sitzen. Die zuvor dominierende unionistische DUP verlor sowohl an Stimmen als auch an Sitzen in der Versammlung und wurde nur noch zweitstärkste Kraft. Auch nach der Wahl weigerte sich die DUP aus Protest gegen das Northern Ireland Protocol der Regionalregierung beizutreten, weshalb diese erst im Februar 2024, genau zwei Jahre nach ihrer Auflösung, wieder zustande kommen konnte.

## Zusammensetzung
| Amt                                                               | Bild | Name                 | Amtszeit                 | Partei    | Partei    |
| ----------------------------------------------------------------- | ---- | -------------------- | ------------------------ | --------- | --------- |
| First Minister                                                    |      | Michelle O’Neill     | seit 2024                |           | Sinn Féin |
| Deputy First Minister                                             |      | Emma Little-Pengelly | seit 2024                |           | DUP       |
| Minister/in für Wirtschaft                                        |      | Conor Murphy         | 2024 bis 2025            |           | Sinn Féin |
| Minister/in für Wirtschaft                                        |      | Deirdre Hargey       | Mai 2024 (kommissarisch) | Sinn Féin |           |
| Minister/in für Wirtschaft                                        |      | Caoimhe Archibald    | seit 2025                | Sinn Féin |           |
| Minister für Bildung                                              |      | Paul Givan           | seit 2024                |           | DUP       |
| Minister für Landwirtschaft, Umwelt und ländliche Angelegenheiten |      | Andrew Muir          | seit 2024                |           | Alliance  |
| Minister/in für Finanzen                                          |      | Caoimhe Archibald    | 2024 bis 2025            |           | Sinn Féin |
| Minister/in für Finanzen                                          |      | John O’Dowd          | seit 2025                | Sinn Féin |           |
| Minister für Soziale Gemeinschaften (Communities)                 |      | Gordon Lyons         | seit 2024                |           | DUP       |
| Minister für Gesundheit                                           |      | Robin Swann          | 2024                     |           | UUP       |
| Minister für Gesundheit                                           |      | Mike Nesbitt         | seit 2024                | UUP       |           |
| Minister/in für Infrastruktur                                     |      | John O’Dowd          | 2024 bis 2025            |           | Sinn Féin |
| Minister/in für Infrastruktur                                     |      | Liz Kimmins          | seit 2025                | Sinn Féin |           |
| Ministerin für Justiz                                             |      | Naomi Long           | seit 2024                |           | Alliance  |
| Weitere Teilnehmer an Kabinettssitzungen                          |      |                      |                          |           |           |
| Juniorministerin zur Unterstützung des First Minister             |      | Aisling Reilly       | seit 2024                |           | Sinn Féin |
| Juniorministerin zur Unterstützung des Deputy First Minister      |      | Pam Cameron          | seit 2024                |           | DUP       |